# Vadim Yemelyanov
Pour les articles homonymes, voir Iemelianov.
Vadim Yemelyanov (en russe : Емельянов, Вадим Михайлович, Vadim Mikhaïlovitch Iemelianov) est un boxeur soviétique né le 25 avril 1942 à Konyok et mort le 27 mai 1977 à Severomorsk. Il est diplômé en 1962 de l'école militaire Souvorov de Kazan.

## Carrière
Il participe aux Jeux olympiques d'été de 1964 dans la catégorie poids lourds et y remporte la médaille de bronze.